# Gunnar Pettersson (författare)
Gunnar Pettersson, född 1951 i Göteborg, är en svensk författare, journalist och översättare. Pettersson är sedan 1972 bosatt i London.

### Översättningar (urval)
- Breyten Breytenbach: En tid i paradiset (Norstedt, 1986)
- Bobbie Ann Mason: I fält (In country) (Norstedt, 1986)
- Tom Wolfe: Fåfängans fyrverkeri (The bonfire of the vanities) (Norstedt, 1988)
- Hanif Kureishi: Förorternas Buddha (The Buddha of Suburbia) (Norstedt, 1990)